# Ангел в грязи
Ангел в грязи (исп. Un angel en el fango) — мексиканский драматический телесериал с элементами криминала 1967 года производства Telesistema Mexicano.

## Сюжет
Вивиана де ла Уэрта — женщина средних лет, которая счастлива со своим мужем Марио Кристи. У них двое детей Клаудия и Рамиро. Сестра Вивианы Леонор живёт с ними и она испытывает ненависть к своей родной сестре из-за того, что та также любит Марио Кристи. Её сестра Леонор делает все попытки, чтобы разлучить Марио и Вивиану и её однажды это удалось путём написания анонимки Марио, что Вививана является любовницей Альберто Сантиэстебана. Марио поверил наслово Леонор и решил расстаться с Вивианой, но перед этим предложил ей пожизненную ренту и покинуть Мексику навсегда, тогда Марио отправился в США вместе со своими детьми, а Леонор рассказывает детям Вивианы, что их мать умерла. Вивиана живёт на пенсию, которая причитается Донье Тересе. В кабаре танцовщица Рейна совершает преступление, но Леонор в суде оболгала свою сестру Вивиану и ту приговорили к 15-ти годам лишения свободы. Леонор очень рада, что упрятала свою сестру за решётку и стала любовницей Марио. Минуло 10 лет, полиция задержала Рейну и Роландо за очередное преступление, и те выдали, что Леонор оболгала свою сестру на суде, Вивиану после 10 лет тюремного заключения выпустили из-за её невиновности. Во время нахождения в тюрьме Вивиана и медсестра подружились и стали лучшими подругами. После долгих лет злоключений Вивиана и Марио вновь сошлись друг с другом.

## Создатели телесериала

### В ролях
- Сильвия Дербес — Вивиана де ла Уерта
- Карлос Наварро — Марио Кристи
- Магда Гусман — Леонор де ла Уерта
- Эмилия Карранса — Эстела
- Мигель Масия — Кристиан
- Луча Альтамирано — Роза
- Велия Вехар — Тере
- Алехандра Мейер — Рейна
- Норма Ласарено

### Административная группа
- оригинальный текст: Артуро Мойя Грау
- продюсер: Валентин Пимштейн